# آنتی سنا
آنتی سنا (به اسپانیایی: Volcán Antisana) یک کوه و آتشفشان چینه‌ای در اکوادور است که در استان ناپو واقع شده‌است. آنتی سنا ۵٬۷۵۳ متر بالاتر از سطح دریا واقع شده‌است.